# Tatjana Jurić
Tatjana Jurić (Zagreb, 10. veljače 1982.) hrvatska je televizijska i radijska voditeljica te bivša manekenka. 
Jurić je rođena Zagrepčanka, a kasnije se preselila u Milano kao model. Studirala je politologiju na Sveučilištu u Zagrebu. Radila je reklame za L'Oréal, Niveu, Quelle Fashion i Chanel i dr. Imala je snimanja za modne časopise Elle, Cosmopolitan i Gloss. U travnju 2010. krasila je naslovnicu lifestyle magazina GloriaGlam.
Bila je dio ljetne patrole Jutarnjeg lista 2003. godine, što je bio prvi hrvatski reality show u tiskanim medijima. Godine 2005. pridružila se televizijskoj emisiji „Exploziv” na RTL Televiziji. Godine 2008. postala je voditeljica prve sezone „Hrvatskog Top Modela”, hrvatske verzije „Američkog sljedećeg Top Modela”. Vodila je i „Exkluziv s Tatjanom Jurić”. Godine 2011. pojavila se kao natjecateljica 6. sezone Plesa sa zvijezdama.
Od 2009. godine radila je na radiju Antena Zagreb i vodila vlastitu radio emisiju „Večernji show s Tatjanom Jurić”. Nakon toga ima radijsku emisiju na radiju bravo!, bivšem Narodnom radiju.
Dobila je „Večernjakovu ružu”, a bila je nominirana i za „Zlatni studio” za „najbolji radijski glas godine”.